# Kurşunlu, Kavak
Kurşunlu là một xã thuộc huyện Kavak, tỉnh Samsun, Thổ Nhĩ Kỳ. Dân số thời điểm năm 2010 là 139 người.